# Paulo Pinto Nery
Paulo Pinto Nery (Manaus, 27 de dezembro de 1915 — Manaus, 15 de novembro de 1994) foi um juiz de direito, advogado, professor e político brasileiro que foi prefeito de Manaus e governador do Amazonas.

## Dados biográficos
Filho de Abílio Nery e Deolinda Pinto Nery. Advogado formado em 1939 pela Universidade Federal do Amazonas e nessa instituição foi professor. Começou a trabalhar no Departamento de Águas e Esgotos do Amazonas em 1936 e com o fim do Estado Novo foi delegado-geral de polícia do Amazonas  pelo interventor federal Siseno Sarmento e elegeu-se deputado estadual via UDN em 1947 ajudando a elaborar a constituição amazonense servindo depois como líder do governo Leopoldo Neves. Eleito deputado federal em 1950, migrou para o PSP sendo reeleito deputado federal em 1954, mas foi derrotado por Gilberto Mestrinho ao disputar o Palácio Rio Negro em 1958 e também por Plínio Coelho em 1962.
Eleito vereador em Manaus via PSD em 1963, licenciou-se para ocupar a chefia de polícia. Escolhido prefeito de Manaus em 24 de novembro de 1965 pelo governador Artur Reis, foi mantido no posto por Danilo Areosa até 1972. Filiado à ARENA foi eleito vice-governador do Amazonas em 1978 na chapa de José Lindoso a quem seguiu na filiação ao PDS assumindo o poder quando o titular renunciou para disputar um mandato de senador em 1982.

## Ascendência
Três parentes seus ocuparam o governo do Amazonas: seus tios Silvério Néri (1903-1904) e Antônio Néri (1904-1906) e como interventor federal seu primo, Júlio Néri (1946). Seu pai foi prefeito de Tefé.